# Соната для фортепиано до-диез минор (Чайковский)
Соната для фортепиано до-диез минор op. 80 posth — юношеское произведение Петра Ильича Чайковского, написанное им в 1865 году. При жизни композитора соната не издавалась, была опубликована в 1900 году издательством Петра Ивановича Юргенсона и обозначена «op. 80 posth».
Материал третьей части позднее был использован автором в Скерцо Первой симфонии (1866).

## Структура произведения
Соната состоит из четырёх частей общей длительностью около 27 минут
1. Allegro con fuoco (до-диез минор)
2. Andante (ля мажор)
3. Allegro vivo (до-диез минор)
4. Allegro vivo (до-диез минор)

## Известные аудиозаписи
- 1955 - Самуил Фейнберг.

- 1962 - Эмиль Гилельс.
- 1991 - Виктория Постникова.
- 1993 - Лесли Ховард.
- 1993 - Майкл Понти.